# Bizau
Bizau is een gemeente in de Oostenrijkse deelstaat Vorarlberg, gelegen in het district Bregenz (B). De gemeente heeft rond 1080 inwoners.

## Geografie
Bizau heeft een oppervlakte van 21,08 km². Het ligt in het Bregenzerwald in het westen van het land. 42,7% van de oppervlakte is bebost, 23,8% is alpland.

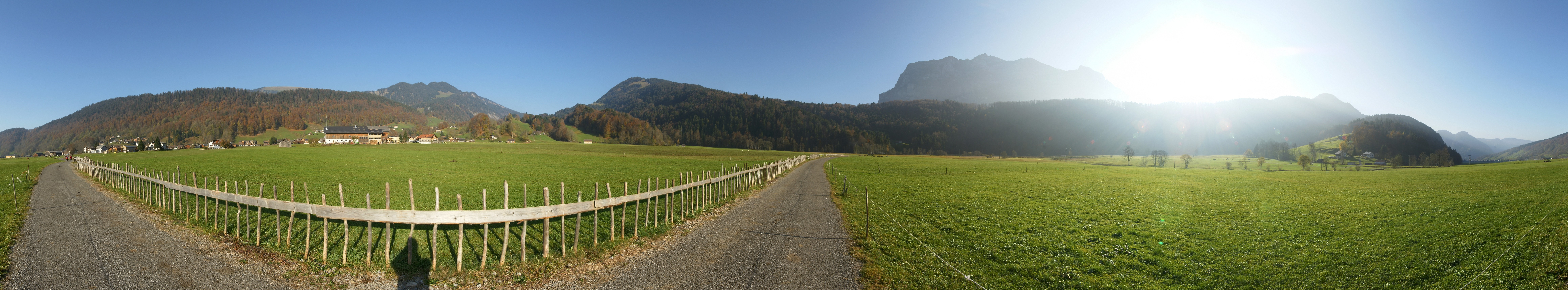
360° panorama van het Obermoos in Bizau

## Cultuur en bezienswaardigheden
De parochiekerk Hl. Valentin werd in 1472 gebouwd.

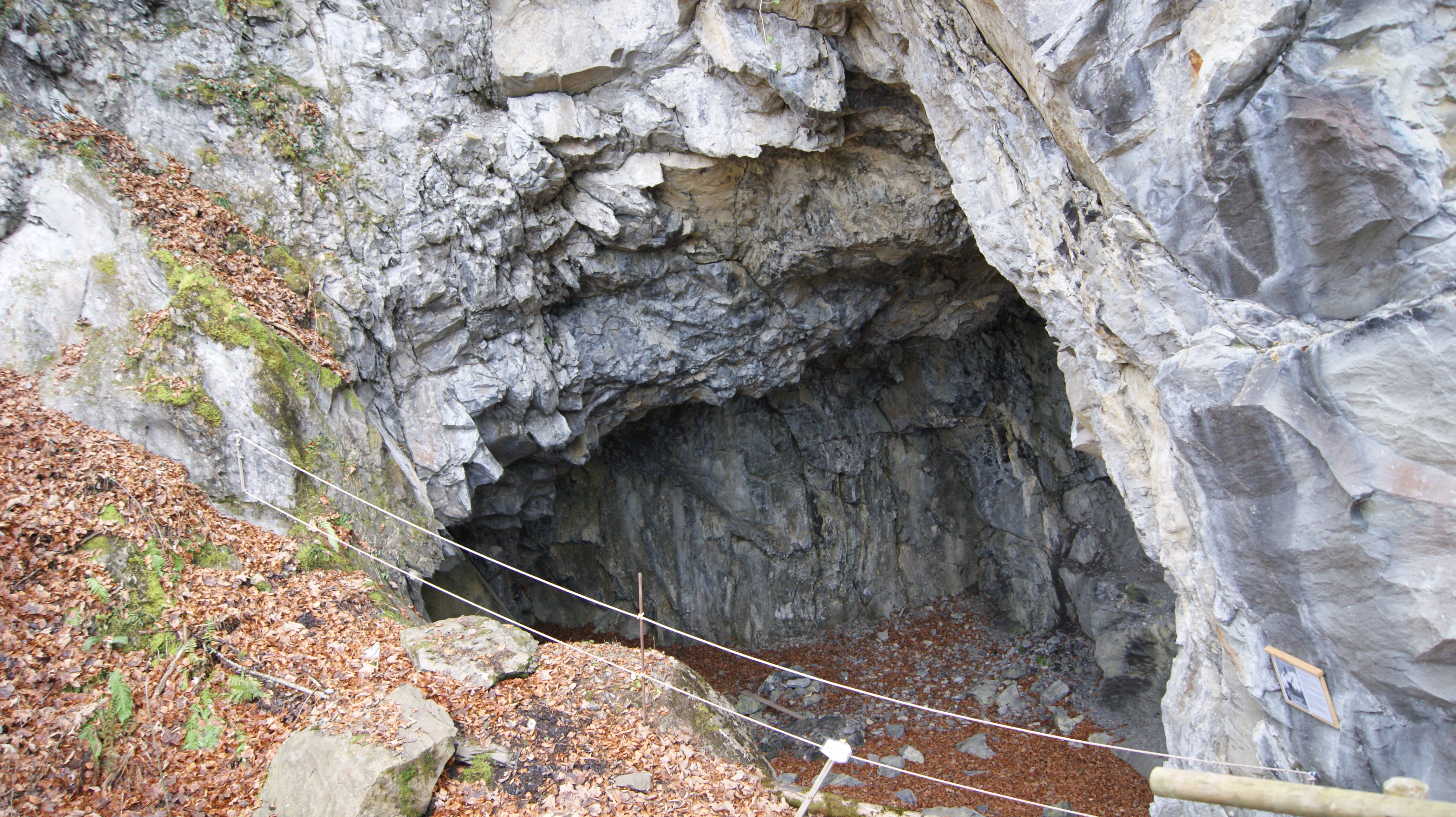
Wetzsteinhöhle in Bizau

De Wetzsteinhöhle ("wetsteengrot") is een droog holte die door menselijk ingrijpen is ontstaan. De grot is een voormalige mijn voor zandsteen. De Wetzsteinhöhle bevindt zich midden in het bos. Beneden de grot stroomt de Hüttbach.
In 2007 verklaarde de gemeente Bizau een houten schutting ("Steackohag") tot beschermd monument. Enerzijds eert de schutting de toenmalige "Alpgasse" waarop het vee naar de bergweide werd gevoerd (zie Alpine Transhumance), anderzijds staat ze symbool voor het ambacht in de regio: een monument gemaakt van hout en werkkracht.
Bizau maakt deel uit van de Bregenzerwald Umgang (Bregenzerwald wandeling). De wandeling toont de vormgeving van 12 dorpen in het Bregenzerwald. Aan de hand van het landschap, openbare gebouwen, huizen en alledaagse objecten worden wandelaars geïnformeerd over de typische Bregenzerwälder architectuurstijl door de eeuwen heen.

## Persoonlijkheden
- Gebhard Wölfle (*1848-1904), dichter en fotograaf

## Weblinks
- Website van de gemeente

Alberschwende · Andelsbuch · Au · Bezau · Bildstein · Bizau · Bregenz (stad) · Buch · Damüls · Doren · Egg · Eichenberg · Fußach · Gaißau · Hard · Hittisau · Höchst · Hohenweiler · Hörbranz · Kennelbach · Krumbach · Langen bei Bregenz · Langenegg · Lauterach · Lingenau · Lochau · Mellau · Mittelberg · Möggers · Reuthe · Riefensberg · Schnepfau · Schoppernau · Schröcken · Schwarzach · Schwarzenberg · Sibratsgfäll · Sulzberg · Warth · Wolfurt
- Gemeinsame Normdatei: 4269532-6
- Virtual International Authority File: 236917686
- WorldCat: E39PCjJq9Ycfqqv86T7P9Grxym